# أوتروبيوس
فلافيوس أوتروبيوس هو مؤرخ وسياسي روماني من القرن الرابع الميلادي، يعتقد أنه جاء من مدينة بورديغالا (بوردو) من بلاد الغال، الا انه ادعى انه من أصل لاتيني. بقي وثني طوال حياته وصعد نفوذه في حكم الإمبراطور يوليان المرتد، أصبح قنصل روما في زمن الإمبراطور فالنتينيان الثاني في سنة 387، أرخ تاريخ الاباطرة الرومان في القرن الرابع وأنشأ كتاب خلاصة التاريخ الروماني وألذي تكلم عن روما من نشأتها حتى أيام حكم فالنس.

## روابط خارجية
- أوتروبيوس على موقع الموسوعة البريطانية (الإنجليزية)